# 塞澤 (義大利)
塞澤（義大利語：Sezze）是義大利中部拉齊奧大區拉蒂納省的一個市镇，距離羅馬以南65（40英里）處，距地中海海岸線有10（6英里）。
塞澤在羅馬帝國時期就以其舒適的氣候而著稱。在二戰時期，塞澤的一些教堂和歷史建築被美軍炸毀。現在塞澤的許多城牆遺跡依舊存在，並修復了很多13世紀時期的哥特式教堂。市區的山下有羅馬別墅的遺跡。自羅馬有鐵路可直達塞澤。